# یواس‌اس امفیترایت (ای‌آرال-۲۹)
یواس‌اس امفیترایت (ای‌آرال-۲۹) (به انگلیسی: USS Amphitrite (ARL-29)) یک کشتی بود که طول آن ۳۲۸ فوت (۱۰۰ متر) بود. این کشتی در سال ۱۹۴۵ ساخته شد.